# 소녀전선: 뉴럴 클라우드
소녀전선: 뉴럴 클라우드(중국어: 少女前线：云图计划, Girls' Frontline: Neural Cloud)는 상하이 선본 네트워크 테크놀로지 리미티드 컴퍼니(Shanghai Sunborn Network Technology Limited Company, 중국어: 散爆网络) & 미카 팀의 로그라이크 전략 게임이다. 소녀전선의 스핀오프 작품이다. 2021년 9월 23일 공개 베타 버전으로 출시되었다.
플레이어는 교수로서 마그라시아(Magrasea)라는 디지털 세계에서 인간과 매우 유사한 "Exiles"라는 인형 그룹을 이끌고 프로젝트 뉴럴 클라우드 뒤에 숨겨진 진실을 탐구하는 동안 "Sanctifiers"에 의해 삭제되지 않도록 보호해야 한다.